# Kevin Müller
Kevin Müller (* 15. März 1991 in Rostock) ist ein deutscher Fußballspieler. Der Torhüter, der sieben Mal für die Jugendnationalmannschaften des DFB auflief, begann seine Laufbahn bei Hansa Rostock in der 3. Liga sowie der 2. Bundesliga. Aktuell steht er beim 1. FC Heidenheim unter Vertrag. 

## Karriere

### Jugend in Niedersachsen und Mecklenburg
Obwohl in Rostock geboren, begann der Torhüter seine fußballerische Laufbahn 1997 in der Jugendabteilung des niedersächsischen TuSpo Bad Münder, nachdem seine Eltern bald nach seiner Geburt aus beruflichen Gründen in die Nähe von Hannover umgezogen waren.
1998 kehrte die Familie nach Rostock zurück und Kevin Müller wechselte zu Hansa Rostock, bei dem schon sein mütterlicherseits angeheirateter Onkel Martin Pieckenhagen als Torwart in der Bundesliga gespielt hatte. Bis 2010 durchlief Müller daraufhin sämtliche Jugendmannschaften der Hansa, wobei er insbesondere in den Spielzeiten 2008/09 und 2009/10 der A-Junioren-Bundesliga zum Leistungsträger der von Michael Hartmann trainierten Rostocker A-Jugend avancierte. So erreichte er mit dieser 2008/09 die Vize-Meisterschaft und in der Folgesaison die Meisterschaft ihrer Staffel und die damit verbundene Endrunde um die Deutsche Jugendmeisterschaft, wodurch sich Müller auch für die zeitweilige Teilnahme am Training der Rostocker Zweitligamannschaft unter Andreas Zachhuber empfahl. In der Meisterschafts-Endrunde gewann die von Müller als Kapitän angeführte Mannschaft schließlich im Finale gegen Bayer 04 Leverkusen durch einen 1:0-Sieg den ersten nationalen Jugendtitel Hansas seit der Wiedervereinigung. Kurz zuvor hatte Müller sein Abitur an der Christophorusschule Rostock abgelegt und plante daraufhin ein Fernstudium in Geschichte und Öffentlichem Recht aufzunehmen.

### Anfänge bei Hansa Rostock
Gemeinsam mit Lucas Albrecht, dem erfolgreichsten Torschützen der Meistermannschaft, rückte Müller anschließend in die Profimannschaft des Vereins auf, welche kurz zuvor aus der 2. Bundesliga in die 3. Liga abgestiegen war. In dieser trainierte Müller weiterhin unter Michael Hartmann, der im Sommer 2010 das Amt des Co-Trainers unter dem neuen Übungsleiter Peter Vollmann eingenommen hatte. Zum Stammtorhüter Rostocks in der Spielzeit 2010/11 bestimmte dieser Jörg Hahnel, während Müller zunächst abwechselnd mit Andreas Kerner, dem dritten Hansa-Spieler auf der Torwartposition, die Rolle des Ersatztorhüters ausfüllte. Spielpraxis sammelte Müller dagegen bei Einsätzen für die Reservemannschaft, die 2010/11 unter Axel Rietentiet in der fünftklassigen Oberliga Nordost spielte. Nach einer Verletzung Hahnels erhielt Müller jedoch schließlich den Vorzug vor dem drei Jahre älteren Kerner, so dass er am 16. Oktober 2010 gegen den 1. FC Heidenheim sein Debüt in der 3. Liga bestritt. Bis zur Winterpause blieb Müller daraufhin Stammtorhüter der Hanseaten, zu Beginn der Rückrunde nahm aber erneut Jörg Hahnel diesen Posten ein.
Bereits am 6. September 2010 hatte Müller sein Debüt in der von Frank Wormuth trainierten U-20-Nationalmannschaft absolviert, als er beim 3:2-Sieg über die Schweiz zur zweiten Halbzeit eingewechselt wurde. Erstmals in der Startaufstellung stand er allerdings erst am 24. März 2011 beim 1:1-Unentschieden gegen Polen, was für Müller den vierten Einsatz im Dress der Nationalmannschaft bedeutete.
Für Rostock spielte Müller im Frühjahr 2011 zunächst nur im Landespokal-Mecklenburg-Vorpommern, in welchem er die Spiele des Achtel-, des Viertel- und des Halbfinals bestritt. Im Ligabetrieb kam er dagegen erst wieder im April 2011 zum Einsatz, als er zunächst nochmals für die Reservemannschaft in der Oberliga aufgeboten wurde. Nachdem der Lizenzmannschaft der Wiederaufstieg in die 2. Bundesliga rechnerisch nicht mehr zu nehmen war, rückte Müller Ende April aber erneut ins Tor der Drittligamannschaft und kam so zu zwei weiteren Einsätzen in der Aufstiegsmannschaft. Das letzte Spiel der Saison bestritt jedoch erneut Müllers Konkurrent Hahnel, der auch im für Hansa siegreichen Finale des Landespokals als Torhüter fungierte.
Zur Saison 2011/12 erhielt Müller den Vorzug vor Jörg Hahnel als Hansas neuer Stammtorwart. Auch als Trainer Vollmann im Dezember 2011 aufgrund des drohenden Wiederabstiegs durch Wolfgang Wolf ersetzt wurde, behielt Müller seine Position im Hansa-Tor zunächst bei, so dass er bis inklusive des 26. Spieltags in allen Rostocker Partien mitwirkte. Nach einer zwischenzeitlichen Verletzung Müllers setzte Wolf im Abstiegskampf ab Ende März 2012 aber wieder auf den erfahreneren Hahnel, so dass Müller zwischenzeitlich auch wieder für die Reservemannschaft in der Oberliga auflief. Schließlich stand Rostock aber schon ab dem vorletzten Spieltag als Absteiger fest, woraufhin Müller im letzten Saisonspiel nochmals das Hansa-Tor hütete. Seinen zum Saisonende auslaufenden Vertrag mit Hansa verlängerte Müller daraufhin für ein Jahr bis 2013.
Zu Beginn der Drittliga-Spielzeit 2012/13 setzte sich Müller erneut gegen seine Konkurrenten auf der Torhüterposition durch, wurde im Verlauf der Hinrunde aber verletzungsbedingt sowohl durch den älteren Hahnel als auch durch den jüngeren Johannes Brinkies vertreten. Letzter erhielt im Frühjahr 2013 durch den nun als Trainer fungierenden Marc Fascher auch für einige Spiele den Vorzug vor Müller, letztlich kehrte dieser aber wieder ins Hansa-Tor zurück und kam somit zu insgesamt 28 Saison-Einsätzen. Anstatt um den eigentlich anvisierten Wiederaufstieg hatte die Mannschaft jedoch gegen den drohenden Abstieg in die Viertklassigkeit gespielt und erst am vorletzten Spieltag den Klassenerhalt erreicht. Seinen auslaufenden Vertrag mit Hansa verlängerte Müller nachfolgend nicht.

### Müller beim VfB Stuttgart und auf Leihbasis in Cottbus
Im Juni 2013 unterschrieb Müller einen Zwei-Jahres-Vertrag beim VfB Stuttgart, bei dem er zunächst für die Reservemannschaft vorgesehen wurde, die 2013/14 ebenso wie Hansa in der 3. Liga spielte.
Am 1. August 2014 wurde Müller vom VfB bis zum Ende der Saison 2014/15 an Energie Cottbus verliehen und verlängerte seinen Vertrag mit den Stuttgartern bis 2016.

### Müller beim 1. FC Heidenheim
Zur Saison 2015/16 wechselte Müller zum 1. FC Heidenheim.
Beim Auswärtsspiel am 2. Dezember 2016 bei Hannover 96 zog sich Müller nach einem Zusammenprall mit Gegenspieler Noah Sarenren Bazee einen zehn Zentimeter langen Riss am Hals zu und musste stark blutend in der 38. Spielminute ausgewechselt werden.
Sein Vertrag läuft bis 30. Juni 2027.

## Familie
Am 25. Mai 2012 heiratete Müller die Mutter ihres gemeinsamen Sohnes, der am 24. April 2011 zur Welt gekommen war.

## Titel und Auszeichnungen
- Meister der 2. Bundesliga 2022/23